# Cordylocera bacchusi
Cordylocera bacchusi is een keversoort uit de familie soldaatjes (Cantharidae). De wetenschappelijke naam van de soort werd in 1964 gepubliceerd door Wittmer.